# Skradzione lato
Skradzione lato (tytuł oryg. Stolen Summer) – amerykański dramat obyczajowy z 2002 roku w reżyserii Pete Jonesa.
Film opowiada historię katolickiego chłopca, którego żydowski przyjaciel umiera na białaczkę. Obaj opracowują plan, w jaki sposób śmiertelnie chore dziecko ma dostać się do nieba.
Film zarobił 119 841 dolarów amerykańskich w Stanach Zjednoczonych.